# حدسية اجتماعية
الحدسية الاجتماعية، هي نموذج من نماذج علم النفس الأخلاقي التي تنظر إلى المواقف الأخلاقية بوصفها غير لفظية وسلوكية إلى حد كبير. تستند الحدسية الاجتماعية غالبًا إلى ما يُسمى بـ «الدهشة الأخلاقية»، أي فشل الناس في إيجاد أي مبدأ منطقي يشرح ردة فعلهم على الرغم من الطبيعة الأخلاقية القوية لردة فعلهم هذه. يطرح نموذج الحدسية الاجتماعية أربعة ادعاءات أساسية فيما يتعلق بالمواقف الأخلاقية: (1) حدسية بطبيعتها («الحدس أولًا»)، (2) منطقية ومبررة أو مفسرة بعد وقوعها، (3) هدفها الأساسي التأثير على الآخرين، (4) متأثرة ومتغيرة وفقًا للنقاشات المطروحة مع الآخرين.
يختلف هذا النموذج عن النظريات العقلانية الأخلاقية السابقة، كنظرية مراحل لورنس كولبرغ في التطور الأخلاقي مثلًا. تأثر نموذج الحدس الاجتماعي لجوناثان هايدت (2001) بفرضية الواسمات الجسدية لأنطونيو داماسيو، إذ يقلل نموذج الحدس الاجتماعي من أهمية التفكير في التوصل إلى استنتاجات أخلاقية. يرى هايدت الحكم الأخلاقي وليدًا للحدس، بينما يبقى دور التفكير ثانويًا فيما يتعلق بمعظم قراراتنا الأخلاقية. تشكل عمليات التفكير الواعية نوعًا من التبرير اللاحق لقراراتنا.
يستند هايدت في دليله الأساسي إلى دراسات «الدهشة الأخلاقية»، أي فشل الناس في إيجاد أي مبدأ منطقي يشرح ردة فعلهم على الرغم من الطبيعة الأخلاقية القوية لردة فعلهم هذه. لنتخيل مثلًا أخًا وأختًا يمارسان علاقة حميمية مع بعضهما لمرة واحدة دون أن يتأذى أحد منهما، إذ يشعر كلاهما أن هذه العلاقة سبب في تحسين علاقتهما كأشقاء. سيكوّن من يتخيل هذا السيناريو رد فعل سلبي جدًا لكنه لن يتمكن من توضيح السبب. يستشهد هايدت بدراسات سابقة لهوارد مارغوليس وآخرون، فيقترح امتلاكنا لاستدلالات حدسية غير واعية مسؤولة عن تكويننا لردود أفعالنا إزاء المواقف المشحونة أخلاقيًا وكامنة وراء سلوكياتنا الأخلاقية. يرى هايدت أن الناس يخطئون في تحديد الفرضيات والعمليات الأساسية الكامنة وراء مواقفهم الأخلاقية أو يحاولون إخفائها حتى.
يرجح نموذج هايدت الاحتمالية المتمثلة في كون التفكير بيشخصي وليس شخصي، أي أنه لا يعكس المبادئ المجردة بل الدوافع الاجتماعية (السمعة أو بناء التحالفات). يؤمن هايدت بقدرة النقاش البينشخصي (أو التأمل الشخصي في بعض الحالات النادرة) على تنشيط حدس جديد من شأنه أن يتحول إلى حكم مستقبلي.

## أسباب للشك في دور المعرفة
يطرح هايدت (2001) أربعة أسباب للشك في نموذج الأسبقية المعرفية الذي دافع عنه كولبرغ وآخرون.
1. تشير مجموعة من الأدلة إلى الطبيعة التلقائية للعديد من التقييمات -بما في ذلك الأحكام الأخلاقية- في مراحلها الأولية على الأقل (ترتكز الأحكام اللاحقة على هذه الأحكام الأولية).
2. تتسم عملية التفكير الأخلاقي بتحيزها الشديد لمجموعتين من الدوافع التي يصفها هايدت بدوافع «الترابط» (فهي مرتبطة بالتحكم في الانطباعات والتفاعل السلس مع الآخرين) ودوافع «التماسك» (فهي مسؤولة عن الحفاظ على هوية متماسكة ونظرة عالمية).
3. تبيّن مرارًا وتكرارًا أن عملية التفكير قادرة على خلق تبريرات مقنعة لاحقة للسلوك، إذ يصدقها الناس على الرغم من عجزهم عن وصف السبب الكامن وراءها. ثبت هذا الأمر في الورقة البحثية الكلاسيكية التي نشرها نيسبيت وويلسون (1977).
4. يعتقد هايدت أن العمل الأخلاقي يختلف باختلاف العاطفة الأخلاقية وليس التفكير الأخلاقي.